# Quercus benderi
Quercus benderi là một loài thực vật có hoa trong họ Cử. Loài này được Baen. miêu tả khoa học đầu tiên năm 1903.